# 60-та гірськострілецька дивізія (СРСР)
60-та гірськострілецька дивізія (60-та гсд) — військове з'єднання Збройних сил СРСР, що брало участь в Німецько-радянській війні.

## Історія
Історія військового з'єднання бере свій початок зі створення 2-ї Кавказької стрілецької дивізії ім. Стьопіна, сформованої в червні 1922 року на базі 4-ї Кавказької стрілецької бригади ім. Стьопіна. У липні 1936 року вона була перейменована в 60-ту Кавказьку стрілецьку дивізію ім. Стьопіна, яка 24 квітня 1941 року була переформована в гірськострілецьку.

## Німецько-радянська війна
60-та гірськострілецька дивізія зустріла війну на ділянці кордону на південь від Чернівців у складі 17-го стрілецького корпусу 12-ї армії Південно-Західного фронту. 22 червня вона відбила атаки противника в районі Герца, взявши в полон 7 німців і захопивши одну гармату, один міномет і шість кулеметів противника.
В ніч з 23 на 24 червня разом з частинами 96-ї гсд контратакувала противника в напрямку Велчінця і в районі Кашенки відновила положення, відкинувши противника через державний кордон. Ворог залишив на полі бою у Кашенки 800 чоловік убитими і пораненими, було взято в полон 28 німців і румунів. В результаті 60-та гсд зайняла позиції у районі Білої Криниці, Багринівки і Джербоуца.
Згідно з директивою Ставки ГК № 20466 від 24.06.1941, була разом з 17-им ск перепідпорядкована 18-й армії Південного фронту.
26 червня дивізія зосереджувалася в районі Корчешти–Лунка. 29 червня 60-та гсд розташовувалася в районі Купки, її штаб знаходився в 3 км на захід Будаміке.
У зв'язку з тим, що німці в ніч з 2 на 3 липня форсували р. Прут і почали наступ на Патри, 17-й ск отримав наказ відвести частини на новий оборонний рубіж. 7 липня корпус продовжував відхід до річок Ушиця і Дністер. До кінця дня 60-та гсд переправилася через Дністер і зранку почала рух в район зосередження у Тимково, південніше і південно-східніше Миньківців. До початку 10 липня вона займала положення біля Хворосної та Песця.
На 14 липня 60-та гсд була в корпусному резерві і зосереджувалася в районі Долговцев, Степанки Івашківці. 15 липня в 15.00 вона виступила в район Калинівки, щоб влитися до складу Південно-Західного фронту.
16 липня німці прорвали оборону 12-ї армії, в яку тепер входила 60-та гсд, і 17 липня захопили Жмеринку. Ввечері цього дня дивізія вела бій в районі Новоселиці, Людавки і на північній околиці Браїлова.
В ніч з 21 на 22 липня дивізія закріплювалася в районі Поповки. Для зручності управління 23 липня 6-та і 12-та армії наказом командувача військами Південно-Західного фронту були об'єднані під загальним командуванням генерал-майора П. Г. Понєдєліна (група Понєдєлина).
12-та армія вела тепер боротьбу на два фронти: на заході вона тримала оборону, відбиваючи атаки німців, на сході – наступала в північно-східному напрямку з метою з'єднатися з частинами 26-ї армії. 25 липня 60-та гсд оборонялася на рубежі Хринівка – Пархомівка – Білки. Її 358-й гірськострілецький полк розташовувався у Хренівки, 224-й – у Пархомівки. 194-й, будучи в 20.00 атакований противником, відвів свій правий фланг назад. 350-й гірськострілецький полк перебував у резерві командира корпусу.
З 20.00 25 липня дивізія разом з іншими частинами 12-ї армії знову перейшла у підпорядкування Південного фронту. У ніч на 26 липня 12-та армія продовжувала вести бої з переважаючими силами противника фронтом на захід і схід, сприяючи виходу з півкільця 6-ї армії. До ранку 26 липня 13-й стрілецький корпус (44-та і 60-та гірськострілецькі дивізії) оборонявся на рубежі Жадани – Копіївка, фронтом на захід.
12-та армія впродовж 28 липня з боями продовжувала відхід у південно-східному напрямку. До ранку 29 липня 13-й ск у районі Івангорода та Орадовки прикривав відхід 6-ї армії.
29 липня Військовим трибуналом Південного фронту командир 60-ї гірськострілецької дивізії М. Б. Саліхов був знятий з посади, на його місце було призначено полковника Б.О. Сорокіна.
Під час битви під Уманню 60-та гірськострілецька дивізія діяла на північному флангу групи Понєдєліна.
30 липня 13-й ск відступав повз Кам'янече і Зеленьків, не зустрічаючи противника. До кінця дня 31 липня в 5 км на північний захід від Тального 60-та гсд знищила свіжий полк німців.
1 серпня група Понєдєлина, тримаючи оборону з північного сходу, заходу і південного заходу, продовжувала вихід на рубіж Тернівка, Новоархангельськ, р. Синюха, Звенигородка, ведучи бої з наступаючими частинами противника. До ранку 2 серпня 60-та гсд зосередилася на південно-західній околиці Свердликове, маючи завдання наступати на Новоархангельск з півночі. Це був останній день, коли в оперативних зведеннях 12-ї армії дивізія згадувалася як окрема бойова одиниця.
2 серпня німецька танкова група Клейста з'єдналась з 17-ю армією, взявши в оточення частини Південно-Західного і Південного фронтів.
Група Понєдєліна протягом 2-7 серпня, майже не маючи боєприпасів, пального та продовольства, намагалася вирватися з оточення у східному та південному напрямках. До 8 серпня організований опір радянських частин припинився.
В результаті битви під Уманню дивізія була розгромлена, більша частина командування та рядових бійців загинули або потрапили до полону. Командир дивізії полковник Б.О. Сорокін загинув 7 серпня в районі с. Підвисоке, а колишній командир М. Б. Саліхов потрапив до німецького полону.
19 вересня 1941 року 60-та гірськострілецька дивізія була розформована як загибла.

## Склад
- 194-й, 224-й, 350-й та 358-й гірськострілецькі полки;
- 54-й артилерійський полк;
- 83-й гаубичний артилерійський полк;
- 275-й окремий винищувально-протитанковий дивізіон;
- 84-й окремий зенітний артилерійський дивізіон;
- 52-й кавалерійський ескадрон;
- 76-й саперний батальйон;
- 85-й окремий батальйон зв'язку;
- 39-й артилерійський парковий дивізіон;
- 46-й медико-санітарний батальйон;
- 90-та окрема рота хімзахисту;
- 51-й автотранспортний батальйон;
- 406-та автотранспортна рота;
- 75-й польовий автохлібозавод;
- 167-ма польова поштова станція;
- 401-а польова каса Держбанку.

## Командири
- Саліхов Маркіс Бікмулович (24.04.1941 — не пізніше 16.07.1941[1]), генерал-майор.
- Сорокін Борис Олексійович (07.1941 — 07.08.1941), полковник.

## Підпорядкування
| Дата       | Фронт                   | Армія       | Корпус (група)          |
| ---------- | ----------------------- | ----------- | ----------------------- |
| 22.06.1941 | Південно-Західний фронт | 12-та армія | 17-й стрілецький корпус |
| 25.06.1941 | Південний фронт         | 18-та армія | 17-й стрілецький корпус |
| 10.07.1941 | Південний фронт         | 18-та армія |                         |
| 16.07.1941 | Південно-Західний фронт | 12-та армія | 13-й стрілецький корпус |
| 25.07.1941 | Південний фронт         | 12-та армія | 13-й стрілецький корпус |